# Gergely Gyurta
Gergely Gyurta (ur. 12 września 1991 w Budapeszcie) – węgierski pływak, specjalizujący się głównie w stylu dowolnym na długich dystansach (400-1500 m).
Mistrz Europy na krótkim basenie z Herning (2013) na 1500 m stylem dowolnym. Brązowy medalista mistrzostw świata na krótkim basenie z Dubaju, mistrzostw Europy z Budapesztu oraz Uniwersjady z Tajpej na dystansie 1500 m stylem dowolnym. 2-krotny medalista mistrzostw Europy juniorów z Pragi.
Uczestnik igrzysk olimpijskich z Londynu (2012) na 1500 m stylem dowolnym (12. miejsce).
Jest młodszym bratem innego węgierskiego pływaka - Dániela Gyurty.